# 캔들라이트 레코드
캔들라이트 레코드(Candlelight Records)는 영국 런던에 위치한 음반사이다.

## 아티스트

### 영국
- 엠퍼러 (밴드)
- 화이트채플 (밴드)

### 미국
- 다크 퓨너럴
- 디스트럭션 (밴드)
- 인슬레이브드
- 인툼드
- 피어 팩토리
- 고르고로스
- 코티펠토
- 마덕
- 모비드 엔젤
- 오비추어리
- 오페스
- 베이더 (밴드)